# Natalie Kingston
Natalie Kingston (19 de maio de 1905 - 2 de fevereiro de 1991) foi uma atriz de cinema estadunidense da era do cinema mudo, que atuou em 58 filmes entre 1923 e 1933.

## Biografia
Kingston nasceu Natalia Ringstrom em Condado de Sonoma, Califórnia, filha de Natalia (Vallejo) Haraszthy e Sigurd Adolph Ringstrom, nascido na Suécia. Descendente de suecos por linhagem paterna, por linhagem materna era descendente de húngaros e espanhóis, e dois de seus bisavós maternos foram muito conhecidos: o General Mariano Guadalupe Vallejo, que comandou o exército que rendeu a Califórnia para o General John Charles Frémont, e o húngaro Agoston Haraszthy, fundador da indústria vinícola na Califórnia, que era avô de Natalia Haraszthy, mãe de Natalie. Natalie cresceu em São Francisco e foi educada em São Rafael.

## Dança
Na infância, aprendeu a dançar o jota e outras danças espanholas tradicionais. Ela começou a estudar leis, porém deixou os estudos para se dedicar à dança. Posteriormente, Kingston dançou em Nova Iorque, no Winter Garden Theatre show. Depois, ela se juntou à trupe dos irmãos Fanchon “Fannie” e Marco Wolff na Califórnia.

## Atriz
Iniciando sua carreira na Broadway, posteriormente se mudou para a indústria cinematográfica. Sua primeira incursão no cinema foi uma pequena participação no curta-metragem The Dare-devil, em 1923, e se juntou ao estúdio de Mack Sennett, co-estrelando com Harry Langdon uma série de comédias, entre elas Remember When? (1925) e Her First Flame (1927). Kingston foi uma das Sennett Bathing Beauties.
Foi uma das "WAMPAS Baby Star" de 1927. The WAMPAS Baby Stars foi uma campanha promocional, patrocinada pela United States Western Association of Motion Picture Advertisers, uma associação de anunciantes de cinema, que homenageava treze (quatorze em 1932) jovens mulheres a cada ano, as quais eles acreditavam estarem no limiar do estrelato cinematográfico. Elas foram selecionadas a partir de 1922, até 1934, e eram premiadas anualmente e homenageadas em uma festa chamada WAMPAS Frolic.
Kingston deixou o estúdio de Sennett e as comédias em 1926, numa tentativa de conseguir papéis mais dramáticos. Assinou contrato com a Paramount Pictures e atuou em alguns filmes, porém ainda comédias, tais como Wet Paint (1926). Seu primeiro papel dramático foi em Street Angel (1928), quando interpretou Lisetta. No mesmo ano atuou em Painted Post, ao lado de Tom Mix. Interpretando Dona Beatriz, Kingston teve sua grande oportunidade em The Night of Love (1927), ao lado de Ronald Colman e Vilma Bánky.
Kingston atuou em dois filmes populares sobre Tarzan; foi Mary Trevor no seriado Tarzan the Mighty (1928), e a quinta atriz a interpretar Jane no seriado Tarzan the Tiger (1929). Após vários filmes B, fez seu último filme, Only Yesterday (1933), num pequeno papel não-creditado.

## Vida pessoal e morte
Casou com o corretor George Anderson, de Los Angeles, em junho de 1928, em Tijuana, no México, ficando casada até 1960. Tiveram um filho.
Natalie Kingston morreu em West Hills, na Califórnia, aos 85 anos, em 1991; foi cremada e suas cinzas espargidas.

## Filmografia parcial

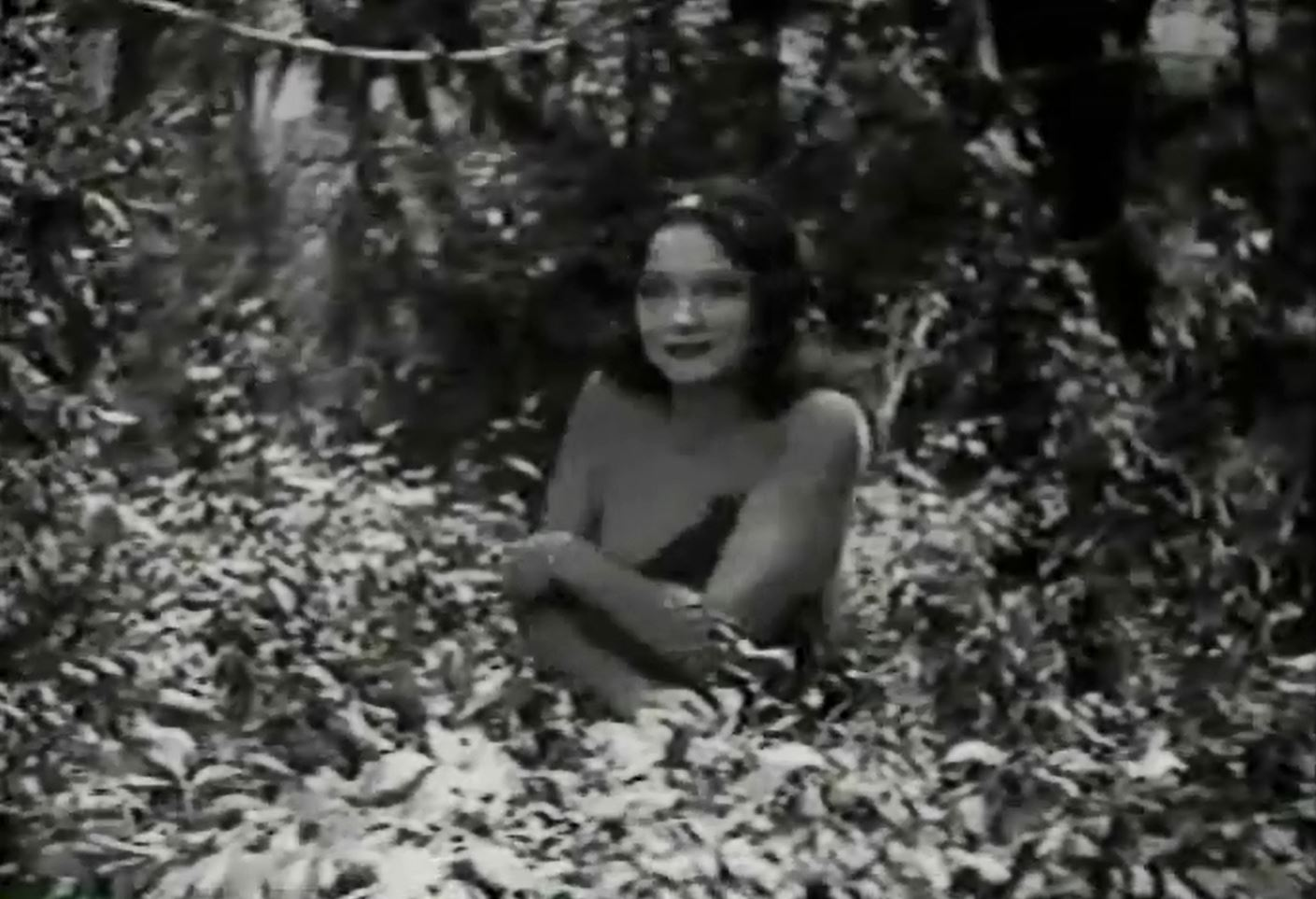
Natalie Kingston como Jane no capítulo 8 do seriado Tarzan the Tiger (1929).

- The Dare-devil (1923)
- Romeo and Juliet (1924)[16]
- Yukon Jake (1924)[17]
- His New Mamma (1924)[18]
- Black Oxfords (1924)[19]
- Feet of Mud (1924)[20]
- Remember When? (1925)
- Her First Flame (1927)
- Wet Paint (1926)
- Street Angel (1928)[21]
- Painted Post (1928)
- The Night of Love (1927)
- Framed (1927)[22]
- Long Pants (1927)[23]
- His First Flame (1927)[24]
- Tarzan the Mighty (1928)[25]
- The Pirate of Panama (1929)
- Tarzan the Tiger (1929)
- Under Texas Skies (1930)[26]
- His Private Secretary (1933)[27]
- Only Yesterday (1933)